# НААЛЕ

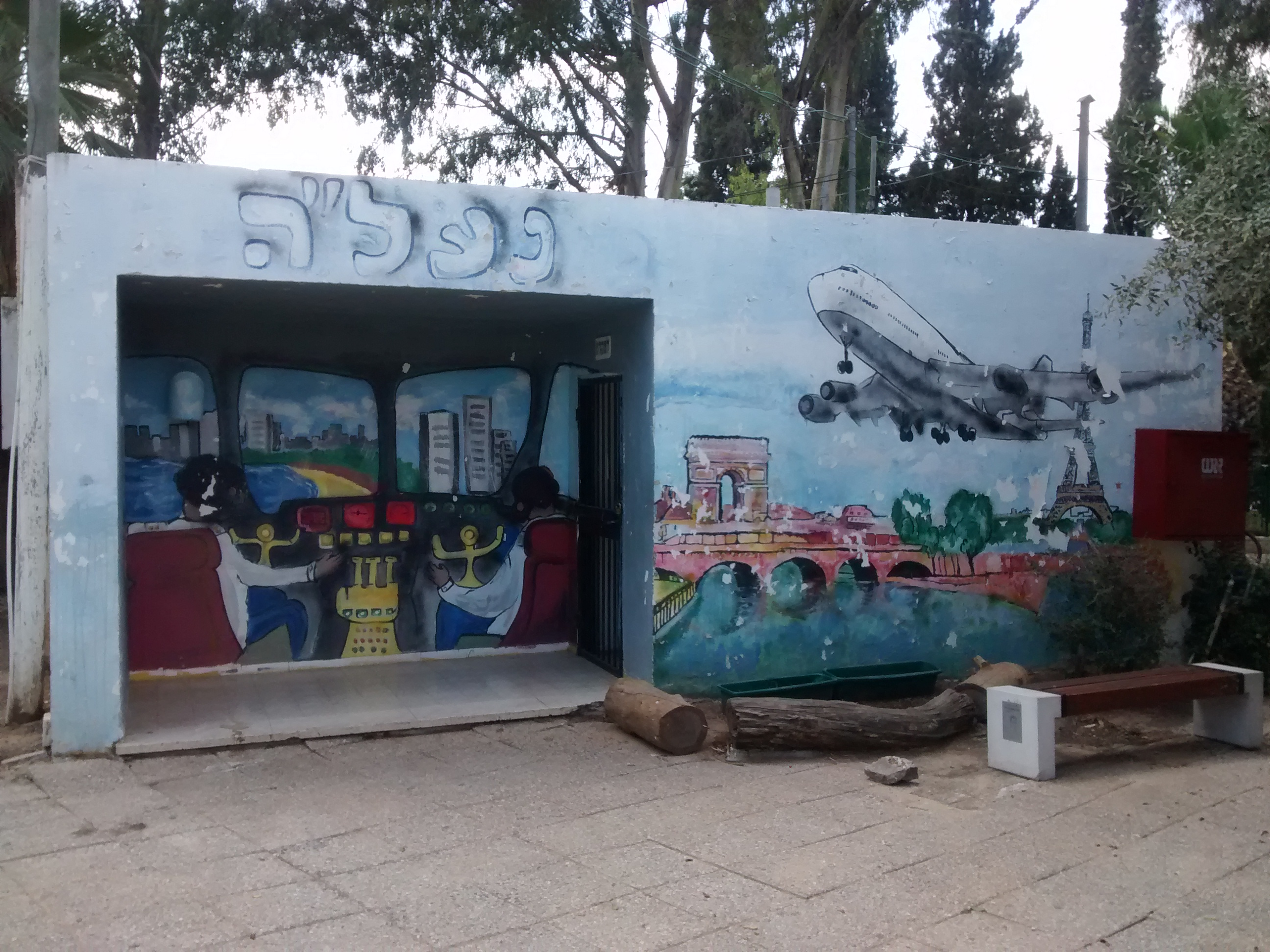
НААЛЕ

Програма «НААЛЕ 16» (івр. נעל"ה — абревіатура івр. נוער עולה לפני ההורים «Ноар Оле Ліфней ха-hорім»), що означає «Молодь репатріюється раніше батьків» або «Підлітки репатріюють раніше батьків»; слово «НААЛЕ» (נעלה) перекладається як «піднімемося». Програма надає школярам, у яких право на репатріацію, можливість завершити в Ізраїлі середню освіту і отримати ізраїльський атестат зрілості. Програма повністю фінансується державою Ізраїль і Єврейським агентством (Сохнут).
За час існування програми НААЛЕ більше 15 000 підлітків, які приїхали до Ізраїлю без батьків, успішно завершили своє середню освіту.

## Загальні відомості
У 1992—1993 навчальному році Міністерство освіти за ініціативою ізраїльського уряду приступило до здійснення проекту НААЛЕ. Приводом для проведення проекту послужили численні звернення батьків, що проживали в країнах СНД, про бажання послати своїх дітей в Ізраїль на навчання в старших класах.
До початку 1994—1995 навчального року уряд Ізраїлю ухвалив рішення передати управління програмою НААЛЕ у відання Єврейського агентства та організації Аліят ха-Ноар.
В кінці 1995 року глава уряду Іцхак Рабін за кілька днів до своєї загибелі розпорядився про повернення управління програмою Міністерству освіти.
В даний час програма НААЛЕ здійснюється «Асоціацією з розвитку освіти в Ізраїлі» («Агуда ле кідум а-хінух») — громадською асоціацією, заснованою з ініціативи Міністерства освіти.
Головне Управління НААЛЕ, складається з наступних відділів:
- відділ по вихованню та розподілу,
- відділ по роботі за кордоном (СНД і Східна Європа / Латинська Америка / Франція / англомовні країни),
- медичне відділення,
- адміністративна частина
- відділ по інтеграції випускників.

Головне Управління НААЛЕ проводить прийом школярів і надає професійну підтримку навчальним закладам, учням та батькам.
Реклама програми і запрошення кандидатів на тестування здійснюються співробітниками «Єврейського агентства». У веденні цієї організації також знаходиться підготовка дітей до прибуття в Ізраїль і їх доставка, а також зв'язок з батьками на батьківщині.